# Majdan Ruszowski
Majdan Ruszowski is een plaats in het Poolse district  Zamojski, woiwodschap Lublin. De plaats maakt deel uit van de gemeente Łabunie en telt 380 inwoners.